# Euphrasia adenonota
Euphrasia adenonota là loài thực vật có hoa thuộc họ Cỏ chổi. Loài này được I.M.Johnst. mô tả khoa học đầu tiên năm 1929.